# Vera Felicidade
Vera Felicidade (Vera Felicidade de Almeida Campos, Irará, Bahia, 18 de agosto de 1942) é uma psicóloga brasileira, criadora da Psicoterapia Gestaltista, teoria psicoterápica baseada na Psicologia da Gestalt. Desenvolveu uma prática clínica e uma teoria que a suporta, fundamentada na gestalt e na fenomenologia, rompendo com conceitos psicanalíticos que influenciam praticamente todas as abordagens da psicologia clínica, mesmo as abordagens gestálticas. A Psicoterapia Gestaltista (termo cunhado por Vera Felicidade para designar sua teoria) é diferente da Gestalt Therapy (Fritz Perls), tanto na metodologia quanto na fundamentação teórica, principalmente no que concerne à negação do inconsciente, aceito por F. Perls e negado por Vera Felicidade. A prática clínica é individual e baseada no diálogo entre o psicoterapeuta e o cliente. Seus onze livros expõem o desenvolvimento dos conceitos da teoria, tais como: perceber é conhecer; vida psicológica é vida perceptiva; o ser humano é possibilidade de relacionamento; não aceitação; autorreferenciamento etc

## Biografia

### Primeiros anos
Vera Felicidade nasceu em Irará, cidade próxima a Salvador (Bahia), em 18 de agosto de 1942. É a filha mais velha de Aristeu Nogueira Campos e Odete de Almeida Campos, que tiveram mais três filhos: Diógenes de Almeida Campos, Antônia Tereza A. Campos (falecida aos 9 meses) e Mariana Campos Meira. Em 1945 a família muda-se para Salvador onde Vera permaneceu até 1961.
Desde cedo interessou-se pela filosofia e seus problemas gerais e fundamentais (epistemologia, ontologia, materialismo, existencialismo etc.) e pela psicologia, chegando a trabalhar no Hospital Psiquiátrico Juliano Moreira em Salvador (2 anos), onde, com apenas 19 anos de idade, com a supervisão de médicos, era responsável pelo setor de praxiterapia e pelo confronto de diagnósticos clínicos mediante o teste de Rorschach, desenho livre etc. No mesmo hospital atuou também na aplicação de vários testes de inteligência (determinação de problemas psicológicos) e cooperou com o setor de Assistência Social.
Depois da experiência no Hospital Juliano Moreira, continuando seu interesse pelo trabalho e estudo em hospitais psiquiátricos, Vera foi para a Universidade Russa da Amizade dos Povos Patrice Lumumba em Moscou (1962), onde permaneceu por meio ano em cursos no Departamento de Medicina.
Em 1963, mudou-se para o Rio de Janeiro, trabalhou em serviço de aplicação de testes para seleção na área de Psicologia Industrial na General-Electric, no  Instituto Técnico de Orientação e Seleção (ITOS), nos cursos TED etc (de 1962 a 1966) e em 1968 se forma em Psicologia na Universidade Federal do Rio de Janeiro (UFRJ). No Rio, foi também fundadora e professora do Curso Pré-Vestibular Kafka (1965 a 1968), que preparava alunos para o vestibular de Psicologia. Realizou uma pesquisa sobre percepção, com cegos, no Museu do Índio, participou de várias pesquisas e trabalhos na área de elaboração e aplicação de testes psicológicos: SENAC, Colônia Juliano Moreira do Rio de Janeiro, Sociedade Pestalozzi do Brasil e 6º Distrito de Orientação Psicológica do Rio de Janeiro. Foi responsável pela seleção de pessoal para o Consórcio Construtor Rio-Niterói (Ponte Rio-Niterói). Estruturou e organizou o Serviço de Psicologia da Clinica Bela Vista, uma das primeiras clínicas particulares a oferecer esse serviço. Foi também responsável pelo Serviço de Psicologia da Escola de Medicina e Cirurgia do Rio de Janeiro no Hospital Universitário Gaffrée e Guinle.
Iniciou o trabalho clínico, em consultório próprio, em 1968 ainda no Rio de Janeiro e mudou-se para Salvador em 1974, continuando o trabalho psicoterápico. Na Universidade Federal da Bahia (UFBA) ministrou cursos de Extensão em Psicoterapia Gestaltista no início dos anos oitenta e desde essa época Psicoterapia Gestaltista - Vera Felicidade faz parte do conteúdo programático da disciplina obrigatória Teorias e Sistemas Psicológicos II, do Instituto de Psicologia da UFBA. Em 1998 foi criada, neste mesmo Instituto de Psicologia, a disciplina optativa A Psicoterapia Gestaltista de Vera Felicidade (aprovada pelo MEC). 

## Criação da psicoterapia gestaltista
Durante o curso de Psicologia na Universidade Federal do Rio de Janeiro (UFRJ), Vera se sentia insatisfeita com as teorias existentes no campo da Psicologia Clínica. Ela já conhecia o trabalho dos pesquisadores e teóricos da Gestalt Psychology, Koffka, Koehler e Wertheimer, e suas pesquisas sobre percepção e sensação, leis da percepção, isomorfismo etc. já conhecia também Kurt Lewin e sua Teoria de Campo e tinha uma crítica à abordagem dualista e baseada na Teoria de Classe, características da psicanálise, behaviorismo e demais escolas funcionalistas na Psicologia.
Os gestaltistas alemães não desenvolveram uma psicoterapia, esse trabalho precisava ser feito e Vera Felicidade, beneficiada tanto pelos conceitos gestaltistas quanto pela Fenomenologia - Edmund Husserl -  iniciou o desenvolvimento da Psicoterapia Gestaltista, termo por ela cunhado. É preciso notar que sua teoria se fundamenta exclusivamente no gestaltismo, na fenomenologia e no materialismo dialético. Em nenhum momento lança mão de conceitos psicanalíticos, como faz por exemplo, a Gestalt Therapy de Fritz Perls. Uma das ideias mais combatidas por Vera Felicidade, por ser a mais difundida não só na Psicologia mas também em diversas áreas de conhecimento, é a ideia da existência do inconsciente. O conceito de inconsciente na obra de Freud é o coração da Psicanálise, é um conceito fundamental com implicações na abordagem e maneira de pensar o homem, seu psiquismo e seu comportamento. Com a grande divulgação da Psicanálise após a II Guerra Mundial, esse foi um dos seus conceitos mais divulgados não só nas ciências humanas mas para o público leigo, o senso comum. Vera, desde seu primeiro livro, expressa sua negação do inconsciente em capítulo intitulado O Mito do Inconsciente.

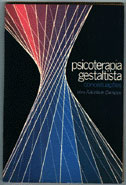
Primeira Edição do livro Psicoterapia Gestaltista Conceituações, 1972

Vera Felicidade sempre teve uma preocupação epistemológica e deixa claro em sua obra as incoerências e contradições dos autores que pretendem desenvolver uma psicoterapia baseada na Gestalt Psychology, mas continuam assumindo conceitos oriundos da matriz teórica psicanalítica. Para ela, as visões de homem implícitas na Psicanálise (Freud) e na Gestalt Psychology, são incompatíveis.
Em 1972 Vera publicou seu primeiro livro com as conceituações básicas da Psicoterapia Gestaltista:
Este livro resulta de uma visão global unitária do fenômeno humano. Nesse sentido ele se insere e se fundamenta no gestaltismo como teoria a respeito do comportamento humano, na fenomenologia e no materialismo dialético (que não deve ser confundido com o marxismo, como ideologia) enquanto abordagem metodológica. Essa visão global e unitária ultrapassa os seus constituintes fundamentantes - o gestaltismo,  a fenomenologia, o materialismo dialético - à medida que os sincroniza em suas unicidades mediadoras totalizantes. Atingimos essa sincronização partindo de uma atitude fenomenológica - conhecer o fenômeno, no caso o homem, sem a priori, por meio de sua evidência, pela apreensão de sua essência. Esse ponto de partida nos explicitou, revelou um todo - o homem-no-mundo. A percepção disso nos remeteu a questionamentos de como se percebe, do que é percebido ou não, enfim, das leis da percepção, de seu significado e organização, intrínsecos ao processo do estar-no-mundo, contextuado no tempo e no espaço.
Vera Felicidade trabalha em psicologia clínica desde o final dos anos 60 e vem consistentemente desenvolvendo sua teoria exposta em seus vários livros, artigos e relatórios de pesquisas, ao longo de décadas, desde o primeiro livro publicado em 1972 até os mais recentes publicados em 2015 e 2017 respectivamente (Linguagem e Psicoterapia Gestaltista - Como se Aprende a Falar, Ideias & Letras, São Paulo & Como Perceber e Transformar a Neurose, Simplíssimo, Porto Alegre), vários deles catalogados na Biblioteca do Congresso em Washington (Library of Congress - EUA) e outras bibliotecas públicas. Livros seus também são encontrados em Bibliotecas de universidades americanas (Yale e Harvard) assim como em Bibliotecas de universidades brasileiras (Universidade de Brasilia, UnB e outras) e na Biblioteca Nacional (Rio de Janeiro). Além dos livros, ela regularmente publica artigos em revistas e jornais.

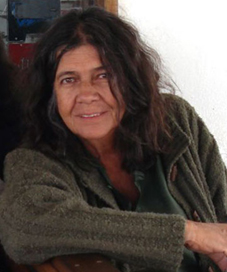
Vera Felicidade, psicóloga

## Livros publicados
- Psicoterapia Gestaltista - Conceituações. Edição da Autora, Rio de Janeiro-RJ, 1972
- Mudança e Psicoterapia Gestaltista. Zahar Editores, Rio de Janeiro-RJ, 1978
- Individualidade, Questionamento e Psicoterapia Gestaltista.  Editora Alhambra, Rio de Janeiro-RJ, 1983
- Relacionamento - Trajetória do Humano. Edição da Autora, Salvador-BA, 1988
- Terra e Ouro são Iguais - Percepção em Psicoterapia Gestaltista. Jorge Zahar Editor, Rio de Janeiro-RJ, 1993
- Desespero e Maldade - Estudos  Perceptivos - Relação  Figura/Fundo. Edição da Autora, Salvador-BA, 1999
- A Questão do Ser, do Si Mesmo e do Eu, Relume Dumará. Rio de Janeiro-RJ, 2002
- Mãe Stella de Oxóssi – Perfil de uma Liderança Religiosa. Jorge Zahar Editor, Rio de Janeiro-RJ, 2003
- A realidade da ilusão, a ilusão da realidade. Relume Dumará, Rio de Janeiro-RJ, 2004
- Linguagem e Psicoterapia Gestaltista - Como se Aprende a Falar. Ideias & Letras, São Paulo-SP, 2015
- Como Perceber e Transformar a Neurose – Psicoterapia Gestaltista. Labrador, São Paulo-SP, 2017
- Como Perceber e Transformar a Neurose - Psicoterapia Gestaltista. eBook, Simplíssimo, Porto Alegre-RS, 2017
- Autismo em Perspectiva na Psicoterapia Gestaltista. Ideias & Letras, São Paulo - SP, 2024
- Emparedados pelo Vazio - Bem-estar e Mal-estar Contemporâneos. Labrador, São Paulo-SP, 2025